# Anton Dreesmann (1854-1934)
Anton Caspar Rudolph Dreesmann (Haselünne, Duitsland, 9 september 1854 - Bussum, 15 november 1934) was een Duits-Nederlandse ondernemer en stamvader van de Nederlandse familietak Dreesmann.

## Loopbaan
In 1871 kwam hij naar Amsterdam, mogelijk om de 3-jarige dienstplicht van Pruisen te ontlopen. Hij ging werken bij de manufacturenhandel Bührs op de Nieuwendijk en kreeg na enkele jaren een eigen filiaal in de Jordaan. In die wijk opende hij in 1878 van geleend geld zijn eigen winkel
In 1887 richtte hij samen met zijn zwager Willem Vroom het bedrijf Vroom & Dreesmann "De Zon" op, een voorloper van V & D. De katholieke Dreesmann werd in 1901 tot Nederlander genaturaliseerd.
Naast het leiding geven aan het V&D concern was hij ook politiek actief. Zo zat hij van 1912 tot 1919 namens de Rooms-Katholieke Kiesvereniging in de gemeenteraad van Bussum. In zijn woonplaats Bussum was hij ook financier en bestuurder van het RK Majella Ziekenhuis. Het ziekenhuis in de wijk Het Spiegel werd in 1910 opgericht en in 1990 gesloopt. 
Dreesmann trouwde op 6 augustus 1879 met Helena Tombrock. Zij kregen acht kinderen. Drie dochters zijn jong overleden en één ongehuwde zoon overleed toen hij 26 was.
Anton Dreesman werd begraven in het familiegraf op het Oude Rooms-Katholieke Begraafplaats Bussum.